# Rodenberg (Adelsgeschlecht)

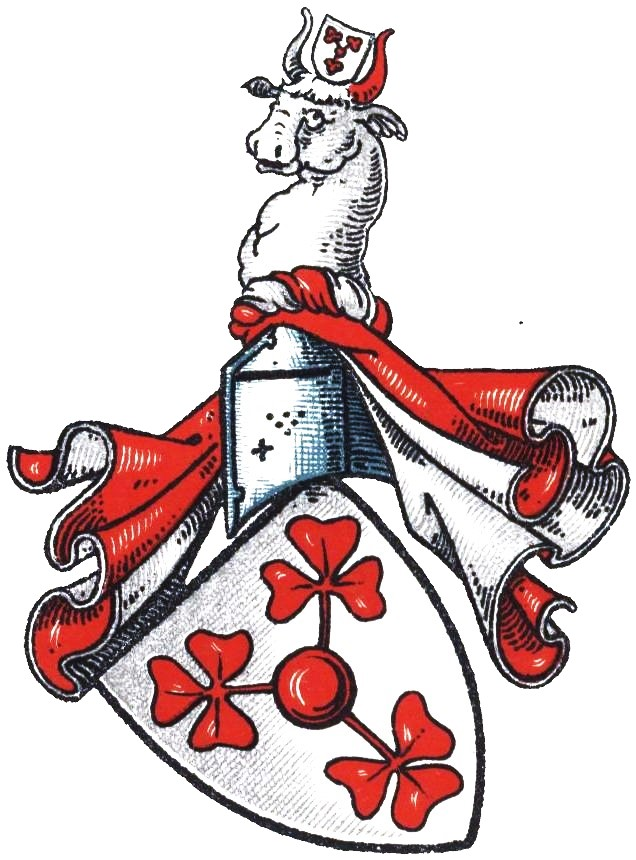
Wappen derer von Rodenberg im Wappenbuch des Westfälischen Adels

Von Rodenberg (de Rodenbergh, van den Rodenberghe) und später von Romberg ist der Name eines alten früher im Erzstifte Köln wohnendes Rittergeschlecht, welches aus dem Herzogtum Berg in die Grafschaft Mark, Grafschaft Limburg, Herzogtum Westfalen, Grafschaft Dortmund und Bistum Münster übersiedelte.

## Geschichte

### Herkunft
Der Familienname von Rodenberg tritt erstmals nachweislich in Köln auf. Einige Personen aus der Familie waren Ritter (miles), Schultheiße, Schöffe, Burgleute, sowie Lehnsträger der Erzbischöfe. Andere wurden in den Urkunden als Noble oder Kölner Ministeriale bezeichnet. Die Familie ist weit verzweigt.
Nach 1495 erscheint die Familie des Bernd von Rodenberg zu Massen und seines Bruders Johann unter dem Namen von Romberg.

### Linie Köln (Herzogtum Berg)
Der Name von Rodenberg schrieb sich nach dem Hause zum Rothenberg in der St. Brigidengasse in der Nähe der Brigidenpfarre zu Köln. Dieses Haus besaß Hildebrand Rufus (Rode / Roth) von der Mühlengasse zu Köln. In kölnischen Urkunden findet man diese Familie als Rufus von Rodenberg und Rufus von der Mühlengasse. Johann der Enkel des Hildebrand Rufus erhielt das Haus und schrieb sich mit Nachnamen von Rodenberg.
Die Geschlechter der St. Brigidengasse hatten enge Beziehungen zum Altstadtkirchspiel St. Laurenz, wo die Rufus ursprünglich beheimatet waren. Die Parochien St. Brigiden und St. Laurenz grenzten an den Dombezirk. Beziehungen zum Kölner Erzbischof lassen sich für einige Mitglieder feststellen. 1230 findet man einen Hilger Rufus von der Mühlengasse als Schöffen von Köln. Heinrich Rufus von der Mühlengasse wurde nach dem Tode seines Sohnes Ludwig, des Bürgermeisters von 1267/68, für zwei Fünftel eines Backhauses in den Schrein eingetragen. Ein Dr. decr. Ludwig Rufus von der Mühlengasse strengte 1275 einen päpstlichen Delegatiosprozess unter anderem gegen Rutger und Gerhard Overstolz an. Mit der Heirat des Hildebrands Urenkelin, der Rigmod von Rodenberg, mit dem Tilman von Spiegel ging das Haus in den Besitz der Familie von Spiegel über, welche sich von da an von Spiegel vom Rodenberg nannten. In einer Urkunde von 1132 findet man Hermanus de Rodenberg im Gefolge seines Lehnsherrn dem Erzbischof Bruno II, als ein Streit zwischen den Klöstern zu Bonn und Siegberg geschlichtet wird. Walterus de Rodenberg untersiegelt 1143 auf Veranlassung des Erzbischofs Arnold I. von Köln eine Urkunde vom Vogt von Wevelinghoven (bei Grevenbroich). 1197 verzichtet Hermannus de Rodenberg auf die Lehensgerechtigkeit des Hofes Udenhusen zu Gunsten des Erzbischofs Adolf von Köln und 1230 war er Zeuge, als das Stift Fröndenberg verkauft wurde. 1224 ist Hermannus de Rodenbergh zusammen mit Bischof Conrad von Minden Zeuge, dass der Vogt Wedekind vom Berge alle Güter der heiligen Margarethe zu Widegenberg verpfändet hat. Johann von Rodenberg wird 1274 in einer Urkunde des Grafen Burchard von Wölpe genannt. Derselbe erscheint 1282 in einer Mindener Urkunde, als Bernhard von Lo mit Einverständnis seines Bruders Otto dem Mindener Stift einen Hof zu Munesle (Munzel) schenkt. Gerhard von Rodenberg wird 1300 in einer Urkunde des Klosters Marienrode bei Hildesheim genannt. 1365 erscheint ein Ritter Reiner von Rodenberg als Zeuge in einer Urkunde des Stifts Fröndenberg. Die Kölner Linie verbreitete sich in der Grafschaft Mark, Grafschaft Limburg und im Herzogtum Westfalen.

### Linie Haus Soest (Grafschaft Mark)
Die Linie Soest gründete Hermann von Rodenberg (* ca. 1175; † nach 1230). Er war 1197 Ritter und verheiratet mit einer Tochter Goswins, des Vogtes von Soest (1158 bis 1166) aus dem Hause der Edlen von Hengebach. Ihr Sohn war Goswin von Rodenberg (1202–1254?), Ritter und ein unmittelbarer Beamter von Köln, wird seit 1230 als Schultheiß zu Soest oder Goswin von Soest genannt. Seine beiden Söhne Berthold und Heinrich nannte man erst nur die Söhne des Schultheißen von Soest. Aber als diese selbst zwischen 1254 und 1256 Inhaber des Schultheißenamtes wurden, nannte man auch ihren richtigen Namen von Rodenberg, um sie von denen von Rüdenberg zu unterscheiden. 1247 Engelbert, Bischof von Osnabrück schließt mit Konrad, Erzbischof von Köln ein Bündnis. Unter den Zeugen Goswin, Soester Schultheiß, sowie Heinrich und Bertold seine Söhne. 1248 schließt Bischof Engelbert von Osnabrück mit dem Erzbischof Konrad von Köln ein Bündnis gegenseitiger Hilfe zwischen Rhein und Weser und unter den Zeugen ist Godzuwino de Rodenberg. Gerwin (Goswin) von Rodenberg besiegelt 1253 eine Soester Urkunde. 1254 wird Goswin von Rodenberg zu Menden neben Heinrich, dem Schultheißen von Soest genannt Heinrich, Schultheiß von Soest (von Rodenberg) Zeuge, als Dietrich Probst zu Soest das Kloster Benninghausen mit einem Hof zu Effeln belehnt. 1263 taucht Godard von Rodenberg genannt Mechtildsumer mit Hof Meinichusen (Meiningsen), im Lehnregister des Grafen Gottfried IV von Arnsberg auf. Der Saudershof ober Schwartzenkotten in Meiningsen war gleichfalls ursprünglich ein Lehensgut der Arnsberger Grafen, welche damit die Familie von Rodenberg belehnten. 1298 geht die als curtis de Vuchtene (Haus Füchten) als Lehen an den Ritter Goswin von Soest. 1317 ist Johann von Rodenberg Zeuge, als dem Soester Bürger Heinrich von Heringhen Güter zu Bochem [Böckum] im Kirchspiel Horn verkauft werden. 1325 ist er Zeuge, als der Knappe Gerhard von Meldrike seine Güter dem Kloster Benninghausen verpfändet. 1321 findet man Johannes und 1326 Godfridus de Rodenberg in Urkunden der Stadt Soest. 1342 Gottfried von Rodenberg verkauft dem Johann von Holthausen zu Soest den Nießbrauch an einem Kotten zu Eineckerholsen nebst Zubehör. 1462 ist ein Goswin von Rodenberg, Herr von Meninchusen (Meiningsen), Bürgermeister von Soest. Die Linie ist erloschen.

### Linie Haus Menden bei Iserlohn (Herzogtum Westfalen)
Der Gründer der Linie war Heinrich I. von Rodenberg (* ca. 1170; † 1228/29 in Palästina), er war Ritter unter Kaiser Friedrich II. (HRR) und verheiratet mit Elisabeth (* ca. 1174; † 1253), der Tochter von Hermann von Heppendorf (1166–1227), Schultheiß (Bürgermeister) von Soest und Adelheid von Hengebach († vor 1243).
Heinrich von Rodenberg auch Heinrich von der Anderburg (Henricus de Altero Castro) genannt, war kölnischer Verwalter der Anderburg Volmestein (1218) und wohl identisch mit Heinrich von Menden, kölnischer Schultheiß zu Menden. Mit der Anderburg war eine neue Burg (novum castrum) gemeint, welche in der Nähe der Burg Volmarstein stand und vom Kölner Erzbischofs Engelbert I. als Trutzburg gegen die Herren von Volmestein gebaut wurde. Heinrich von Rodenberg starb während des Kreuzzugs in Palästina 1228/29 an einer Epidemie.
Heinrich und Elisabeths Sohn war Goswin I. von Rodenberg (1190–nach 1251), auch Goswin von Menden. Er wird in einer Urkunde von 1243 ebenfalls als Burggraf und ehemaliger Besitzer des Turms Anderburg genannt, als der Turm mitsamt des Schlosses an den Lübert von Schwansbule übertragen wird.
Dieser Goswin ließ auf dem Rodenberg (268 m) in Menden, auch Rothenberg und in alten Quellen Romberg genannt, oberhalb des Hofes Althem zwischen 1246 und 1248 die Burg Rodenberg bauen. 1249 war diese Burg dann der Stammsitz derer von Rodenberg zu Menden. 1252 war er Ritter und Ministeriale der Kölner Kirche und anschließend Lehnsträger der Erzbischöfe von Köln. 1254 kämpft Goswin von Rodenberg mit anderen Getreuen des Erzbischofs Konrad im Jülischen Krieg gegen den Bischof Simon I. von Paderborn. 1259 überträgt Graf Conrad von Eberstein dem Erzbischof Konrad von Köln die Hälfte seines kölnischen Lehensschlosses Ofen an der Weser und bezeugt wird dieses unter anderem von Goswin von Rodenberg. 1260 ist Goswin von Rodenberg Zeuge beim Bündnis und Frieden zwischen dem Erzbischof Konrad von Köln, dem Abte Themo von Corvey und dem Herzog Albrecht von Braunschweig. Godard von Rodenberg, der älteste Sohn Goswin I. wird 1263 im Lehnregister des Grafen Gottfried IV von Arnsberg mit Hof Meinichusen (Meiningsen) belehnt, in der Urkunde erscheint auch sein Bruder Ritter Heinrich (Henke). Bernhard I. von Rodenberg, der jüngste Sohn Goswins, tritt 1270 in einer Fröndenberger Urkunde auf. Goswin I. von Rodenberg wird 1271 genannt, als Erzbischof Engelbert II. auf Burg Nideggen gefangen gehalten wird. 1272 verkauft Graf Godfried von Arnsberg die Vogtei über Hof und Kirche, sowie die Freigrafschaft zu Menden an Goswin I. von Rodenberg. Johannes de Rodenberghe wird 1274 in einer Urkunde des Grafen Burchard von Wölpe genannt. Am 15. Februar 1275 tritt Ritter Goswin I. von Rodenberg dem Erzbischof Siegfried von Köln, zur Sühne seiner früheren Übergriffe und der Vergehen seines Sohnes Bernhard I. und anderer Verwandten, sein Schloss Rodenberg mit der Freigrafschaft und die Vogtei über Menden ab, wobei ihm und seinen Enkeln Leibrenten angewiesen werden. Er behält nur den Hof Alfhem. Auf der Urkunde von 1275 zur Übergabe der Burg Rodenberg, der Freigrafschaft und Vogtei von Menden des Goswin von Rodenberg zu Menden an Erzbischof Sigfried von Köln wird ein Goswin von Menden, Bertold von Rodenbergs Sohn, als Verwandter des Ausstellers genannt. 1298 erklärt Graf Everhard von der Mark dass er Schloss Rodenberg als kölnisches Pfand besitze und 1301 zerstört er dieses zusammen mit Hof Alfheim. Die Familie von Rodenberg verstreute sich nach der Abtretung 1275 sowohl im Sauerland wie auch in der Gegend des Hellwegs, unter anderem nach Aplerbeck (heute Stadtteil von Dortmund).

### Linie Vellinghausen bei Welver (Grafschaft Mark)
Hermann von Rodenberg, Sohn des Burgmannes zu Raffenberg bei Kamen Goswin IV von Rodenberg zu Menden, wird 1338 vom Grafen Godfried IV mit Vellinghausen (Velinchusen) belehnt und siegelt 1343 eine Urkunde zu Fröndenberg.
1358 Hermann von Rodenberghe, sich aufhaltend in Vellinghausen, und seine Frau Christina verkaufen mit Zustimmung ihrer Kinder Andreas, Elisabeth und Gude für 60 Mark Dortmunder Pfennige dem Dortmunde Bürger Everhard von Rynbecke und seiner Ehefrau Drude die jährlichen Einkünfte von 24 Malter Gerste und einen Malter Weizen. Unter den Bürgen Thidericus de Aplerbeck (Apelderenbeke), Bernard und Albert von Rodenberg.
1377 heiratete Frederune von Boenen, Tochter des Knappen Lüdeke von Boenen, Erbin von Klotinghof im Kirchspiel Dinker, den Andreas von Rodenberg zu Vellinghausen.
1382 verkaufen Andreas von Rodenberg und seine Frau Frederune vor dem Soester Freigrafen Hinrich de Swinde ihren Lohoff in dem Ecdorpe an Detmar van dem Hamme unter Vorbehalt der in die Freigrafschaft gehörenden Rente von 1 Scheffel.
Da das Ehepaar kinderlos blieb, erlosch diese Linie im Mannesstamme.

### Linie Haus Aplerbeck bei Dortmund (Grafschaft Mark)
Politisch gehörte Aplerbeck seit dem 12. Jahrhundert zur Grafschaft Mark und somit auch das Haus Rodenberg an der Emscher. 1283 vertauscht Graf Everhard von der Mark seine Ministerialin, die Witwe des Bernard I. von Rodenberg zu Menden (1215–1275), mit Graf Theoderich von Cleve gegen Beatrix, Frau des Arnold von Altena und deren Sohn Dietrich.
1290 wird Dietrich I. (Theoderich) von Rodenberg († nach 1355), wahrscheinlich einer der nicht genannten Kinder des Ritters Heinrich II. von Rodenberg zu Menden († 1275), genannt. Dieser bewohnte mit seinen drei Söhnen Bernard IV., Andreas und Dietrich II. (Theoderich) das Haus Rodenberg.
1296 gab es mindestens 10 volmesteinsche Burgmannen, unter anderem von Rodenberg, die beim Wiederaufbau der Burg Volmarstein halfen, welche 1288 von Graf Eberhard I. von der Mark belagert und teilweise zerstört wurde. Die Burgmannen in Volmarstein waren Lehensleute des Burgherren, denen vornehmlich Schutz und Verteidigung der Burg oblag. Die Familie von Rodenberg führte ursprünglich einen Turnierkragen im Wappen, nahm aber 1350 das volmesteinsche Wappen an. 1351 wird Bernhard V. von Rodenberg, volmesteinscher Lehnsträger, mit dem Gute Wöstehoff bei Menden belehnt und im gleichen Jahr Goswin von Rodenberg, ebenfalls volmesteinscher Lehnsträger, mit dem großen Haus in Menden.
1356 Anna von Rodenberg heiratet Hermann Voss zu Aplerbeck und das Haus Aplerbeck gelangt zum Teil in den Besitz der Familie Voß zu Aplerbeck.
1403 Bernhard von Rodenberg, lässt seinen Verwandten Dietrich Frydag durch Johann von Volmestein mit dem Sprenghof zu Menden belehnen.
1419 begann der Erbfolgestreit zwischen Herzog Adolf II Graf von der Kleve-Mark und seinem Bruder Gerhard von der Mark zu Hamm. Aplerbeck (Appelderbicke) blieb von Plünderung und Brandschatzung verschont, aber am 7. April 1424 wurde ganz Aplerbeck während des Rachefeldzugs der Dortmunder in Brand gesteckt und zu der Zeit wurde wohl auch das Haus Rodenberg zerstört.
1437 untersiegelte Johann, des Ritters Diederich VI von Rodenberg zu Aplerbecks Sohn, den Friedensvertrag zwischen den Brüdern Herzog Adolf von der Kleve und Gerhard von der Mark.
1483 erwirbt die Familie durch Heirat des Bernd von Rodenberg mit der Godecke von Vittinghof eine Hälfte des volmesteinschen Lehnguts Brünninghausen bei Dortmund. Als dieses 1531 an die Brüder Berendt und Rotger Ovelacker verpfändet wird, wohnt Bernhard von Rodenberg (Romberg) bereits wieder auf seinem väterlichen Erbe zu Massen.
Um 1535 heiratet Bilie (Bela) von der Lage, die Tochter von Bella von Romberg (Urenkelin des Johann von Rodenberg († 1475)) und Hugo von der Dorneburg gen. von der Lage, den Dietrich Voß zu Aplerbeck († 1566). Damit ging das Haus Aplerbeck vollständig in den Besitz Familie Voß zu Aplerbeck über, welche sich danach Voß zu Rodenberg nannte.

### Linie Haus Massen bei Unna (Grafschaft Mark und Herzogtum Westfalen)
Im 13. Jahrhundert gab es die Zweiteilung der Siedlung Massen, während „superius Massen“ (Obermassen) im Güterverzeichnis des Grafen Ludwig von Arnsberg vorkommt, findet man „Nederen Massen“ (Niedermassen) in einem Volmersteinschen Lehnbuch.
1321 belehnte Theoderich Graf zu Limburg den Theoderich (Dietrich) von Rodenberg (1295–1339), Herr zu Aplerbeck, mit 37 Morgen zwischen Unna und Massen und dem Haus Massen. 1355 wurde Goswin von Rodenberg († 1373), der Enkel des Theoderich, von demselben Grafen zu Limburg mit Massen belehnt. Zum Haus gehörten auch zwei Mühlen, die Rodenberger (Romberger) Mühle und die Niesingsmühle. 1399 war Goswin VI. von Rodenberg zu Massen Drost zu Lünen und Hörde und 1406 siegelte Heinrich von Rodenberg zu Massen mit dem Volmestein-Wappen.
1428 Heinrich und Neyse van den Varste, Kinder Goswins van den Varste, verkauften im Freigericht Unna an Stenseke (Stensche) von dem Rodenberghe, der Frau vom Diederich von Rodenberg zu Aplerbeck, ihre Wiese zu Obermassen. Am 10. Oktober 1437 errichteten die westfälische Ritterschaft und Städte die erste Erb-Land-Vereinigung zu wechselseitigem Schutz. Zu den Unterzeichnenden zählt auch Goswin van dem Rodenberge.
1480 wurden die Brüder Bernd, Johann und Heinrich von Rodenberg von Graf Johann Stecke mit Kostlinckhoff und die Terkmer Mark zu Berchen bei der Kirche Mannlehn, im Kirchspiel Castrop, belehnt. Im selben Jahr teilte Bernd von Rodenberg das Haus Massen mit seinem Bruder Johann. Er behielt Obermassen und Johann bekam Niedermassen. Durch die Heirat Bernds mit der Godeke von Vittinghoff im Jahre 1483 kommt die Hälfte von Haus Brünninghausen in seine Familie.
1498 muss Bernd von Rodenberg dem Dortmunder Bürger Johann Roterd wegen Rechtsstreitigkeiten zwei Güter zu Hachenei verkaufen, um dessen Schuldansprüche zu befriedigen. Er und seine Familie, sowie sein Bruder Johann nennen sich nun von Romberg, wahrscheinlich nach dem Hausberg, auf dem die Burg Rodenberg in Menden gestanden hat.
1499 ernennt Johann Herzog von Kleve den Bernd von Rodenberg (Romberg) zum Drosten zu Hörde. Am 17. Januar 1506 werden Bernd von Rodenberg (Romberg) und seine Söhne, Bernhard und Dietrich mit dem Körneschen Hofe zu Brunynchusen (Brünninghausen) belehnt. Am 12. März 1506 ist er tot.
Bernds Sohn Bernhard von Romberg heiratete 1521 Gunda von Haus zu Niederhofen. Dieser verkaufte in den Jahren 1521–1541 aus verschiedenen Güter wiederlösliche, jährlich zu zahlende Korn- und Geldrenten. Ferner erwarben die Kirchen zu Wellinghofen und Lütgendortmund und das Stift Herdecke ebenfalls Rentenverschreibungen aus Bernhards Gütern.
Mit der Verpfändung des Hauses Brünninghausen an die Brüder Berendt und Rotger Ovelacker 1531 wohnte Bernhard von Romberg auf seinem väterlichen Erbe zu Massen und starb 1541 bei Neuß im Zuge des Herzogs Wilhelm von Kleve gegen den Kaiser. Seine aus der Ehe mit Guda von Haus hervorgegangenen Kinder waren: Georg, Conrad, Johann und Anna. Auch nach dem Tode Bernhards blieb das Haus zu Obermassen im Kirchenspiel Wickede der Wohnsitz seiner Familie, selbst als der älteste Sohn Georg in Frankreich ist.
Um 1560 fand die Teilung des Erbes des verstorbenen Bernhard von Romberg statt. Während der älteste Sohn Georg, das Haus zu Obermassen behielt und mit seiner Frau Hellenberg von Harff zu Alstorf die dortige Linie der von Romberg fortsetzte, bekam Conrad das Erbe zu Haus Brünninghausen mit den dazu gehörigen Gütern.
Georg (Jürgen) von Romberg zu Massen, Drost zu Wetter, wird 1565–1590 als Stallmeister und 1580–1590 als klevischer Rat genannt.
1569 erscheint Georg (Jürgen) von Romberg zu Massen beim Herzog Wilhelm zu Kleve, den er auf die Kaiserwahl nach Frankfurt begleitet und 1585 gewann er auf der Jülich'schen Hochzeit Turnierpreise im Ringrennen gegen den Markgrafen Jacob von Baden.
1588 erhielt Georg von Romberg zu Massen Bennemanns Hof zu Obermassen. Bernhard von Romberg, Georg von Rombergs Sohn, wird 1590 als Drost zu Wetter und Iserlohn genannt. Um die Schulden des Hauses Massen zu vermindern, verkauft der Generalleutnant Johann Friedrich Wilhelm Moritz Freiherr von Romberg zu Brünninghausen am 25. Dezember 1764 einige Liegenschaften. 1765 erwirbt Goswin Friedrich Freiherr von Romberg, Erbherr zu Massen und Husen den Hof Middendorf bei Bergkamen.
Mit dem Tode des Goswin Friedrich Freiherr von Romberg (1736–1767) erlischt die Massener Linie im Mannesstamme.
Von ihr haben sich die Linien Brünninghausen, Berchum (Linie Trimpop), Edelburg, Buldern, Ascheberg und Iserlohn abgezweigt.
Das Haus Massen erbte seine Schwester Josina Engel Christina von Romberg (1734–1803), welche den Wilhelm Gisbert von Frydag zu Buddenberg geheiratet hatte. Durch die Heirat ihrer Enkelin Hedwig Freiin von Frydag (1845–1912) mit dem Hans Otto Freiherr von Rüxleben gelangt das Haus Massen in den Besitz derer von Rüxleben, welche das Gut nach 1930 parzelliert und verkauft haben.

### Linie Haus Brünninghausen (Grafschaft Dortmund)
Das Dorf Brünninghausen war im 13. Jahrhundert als Ministerialsitz von Brouninchusen ausgewiesen. Der Sitz war auf dem Mönchshof. (Mellinghaus). Bis etwa 1350 war Dietrich von Vittinghoff genannt Nordkerke zuständig. Nordkerke war auch als Droste in Hörde zuständig. In dieser Eigenschaft erbaute er das Wasserschloss Haus Brünninghausen, welches 1483 durch Heirat des Bernd von Rodenberg (Romberg), Herr zu Massen († 1506) und der Gödecke von Vittinghoff, zur Hälfte in den Besitz der von Romberg ging.
Am 15. Mai 1483 wurden Bernd von Rodenberg und seine Frau, die Erbin von Brünninghausen, von Johann Herzog von Cleve und Graf von der Mark mit den Gütern belehnt, die sein verstorbener Schwiegervater Dietrich von Vittinghoff genannt Nordkerke zu Lehn getragen hatte, nämlich mit dem Hause zu Brünninghausen als Burglehn zu Hörde, mit dem Wevelingshofe zu Asseln und dem Eppenhover Hofe zu Hörde.
Wegen des Erbrechts an dem Ovelackergut zu Hachenei und an dem sogenannten Beyrgut zu Brünninghausen kam es 1489/90 zwischen Bernd von Rodenberge und Wilhelm von Vittinghoff genannt Nortkerke zum Streit. Mit dem Tode der Belie von Bodelschwingh im Jahre 1497, der Mutter von Bernd von Rodenbergs Ehefrau Godeke von Vittinghoff, fielen alle übrigen Güter von Haus Brünninghausen mit Ausnahme des Gutes zu Wichlinghofen (Sauerländer Hof) an die Familie Rodenberg.
Conrad, der Sohn des Bernhard von Romberg zu Massen renovierte das Schloss Brünninghausen, zog um 1560 dorthin und wurde durch Heirat 1562 mit der Wilmeke von Fürstenberg zu Neheim der Stifter der Brünninghauser Linie. Diese Ehe wird 1594 zu Dortmund als ungültig erklärt.
Im Jahre 1681 ließ Conrad Philipp von Romberg (1620–1703) die Burg erneuern und das Torhaus errichten.
Gisbert Christian Friedrich von Romberg (1773–1859) baute die Burganlage zu einem klassizistischen Schloss um. Durch das Engagement der Familie im Bergbau kam diese zu Reichtum und politischem Einfluss. Richtig bekannt wurde das Schloss Brünninghausen durch Freiherr Gisbert Friedrich Ferdinand Theodor Hubertus von Romberg (1839–1897), auch der tolle Bomberg genannt. 1881 stellten Gisbert Graf von Wolff-Metternich und Clemens von Romberg, Gisberts Sohn, vor dem Amtsgericht in Dülmen einen Antrag auf Entmündigung des Gisbert von Romberg wegen Trunkenheit und Verschwendungssucht, der letztendlich keinen Erfolg hatte. 1873 kauften Gisberts Schwester Isabella Freiin von Romberg (1836–1909) zusammen mit ihrem Ehemann Christoph Ernst Friedrich von Forcade de Biaix (1821–1891) das Gut. Gisbert Friedrich Wilhelm von Romberg (1888–1952) verkaufte die Anlage 1927 an die Stadt Dortmund und verlegte den Sitz nach Schloss Buldern in Dülmen im südlichen Münsterland. Im Zweiten Weltkrieg wurde das Schloss bei einem Bombenangriff zerstört.

## Wappen und Siegel
Ursprünglich führten die von Rodenberg lediglich einen Turnierkragen im Wappen.
Das Siegel Hermanns von Rodenberg von 1343, in dessen Schilde ein T. K. schwebt, macht uns zugleich mit dem Helmbilde, welches ein Flügel ist, bekannt (v . Steinen Tab. XXV. 7). Wenn indessen zuweilen auch, z . B. Johann v . Rodenberg 1321, Mitglieder in dem Schilde einen Helm mit Flügel führen (ibd. Tab.XXIII. 5), so haben wir es darum noch nicht mit einem andern Wappen zu thun, sondern nur daran zu erinnern, dass es eine im 14. Jahrhundert sehr verbreitete Sitte war, des Helmbildes im Schilde sich zu bedienen.
Als Burgmannen in Volmarstein nahmen sie 1350 das volmesteinsche Wappen an, wobei ihres in Silber und um eine rote Kugel drei rote in Winkel gestellte Kleeblätter zeigt. Auf dem rot-silbern bewulsteten Helm mit rot-silbernen Helmdecken ein silberner Ochsenkopf mit einem rechts silbernen, links roten Horn. Dazwischen wiederholt sich der Schild.
Später nahmen sie das komplette Volmesteiner Wappen an (und nannten sich „von Romberg“).
Darüber hinaus berichtet Johann Dietrich von Steinen von einem alten Wappen derer von Romberg, das nur ein dreiblättriges Kleeblatt zeigt.

Siegel von Conrad von Rodenberg 1268
Wappen des Johann von Rodenberg 1321
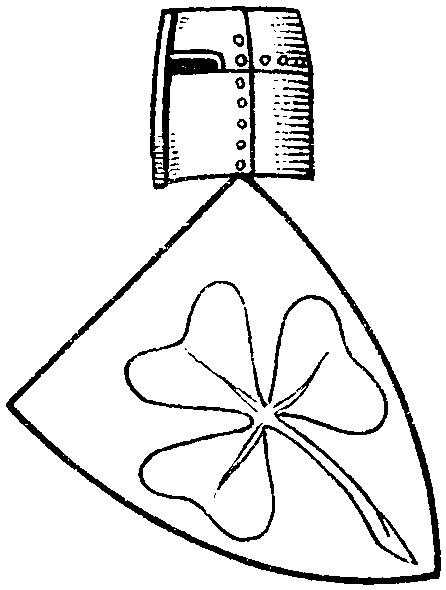
Wappen derer von Romberg (Alt) im Wappenbuch des Westfälischen Adels
Wappen derer von Rodenberg
Stammwappen derer von Romberg